# 迴圈計數器
在軟體工程中，迴圈計數器或是迴圈變數是指for迴圈中控制執行次數的變數。命名為計數器的原因是這個變數的值一般會是整數，而且在迴圈進行中，變數的值也以遞增或遞減的方式變化（例如由0開始，每次加1，到10時結束）。
在每次迴圈迭代時，迴圈計數器都會變化，因此每次迭代時迴圈計數器都會不同，在for迴圈中會依迴圈計數器決定迴圈是否要繼續，或者結束迴圈，執行後續的程式。
常用的變數命名原則會將迴圈計數器用i, j及k等變數名稱表示。最外圈的迴圈計數器變數為i，再內層迴圈計數器變數為j，以此類推，有些程式的迴圈計數器順序會相反，用i表示最外圈的迴圈計數器變數。一般認為此命名原則是為了符合早期FORTRAN，因為這些字母開頭的變數若不特別指定型態，即為整數型態，而且迴圈計數器只是暫時使用，這些簡短的名字適合迴圈計數器的特性。這也影響中許多數學符號中的參數用i, j及k表示。

## 舉例
以下是一個C語言巢狀for迴圈的例子，其內層的迴圈計數器為j，外層的迴圈計數器為i。
```
for
(
i
 
=
 
0
;
 
i
 
<
 
100
;
 
i
++
)
//外層迴圈，計數器變數為i

   
for
(
j
 
=
 
i
;
 
j
 
<
 
100
;
 
j
++
)
//內層迴圈，計數器變數為j

      
some_function
(
i
,
 
j
);

```

## 外部連結
- Analysis of loop control variables in C （页面存档备份，存于）